# アユンパ
アユンパ（ベトナム語：Thị xã Ayun Pa?）はザライ省にある町である。

## 概要
4つの坊 (phường)と4つの社を有する。
- チェオレオ坊（Cheo Reo / 岧嶚）
- ドアンケット坊（Đoàn Kết / 團結）
- ホアビン坊（Hòa Bình / 和平）
- ソンボー坊（Sông Bờ / 瀧坡）
- チューバー社（Chư Băh）
- イアルボル社（Ia R'bol）
- イアルト社（Ia R'tô）
- イアサオ社（Ia Sao）